# ジェルジ・ジョーリヴァーニ＝ラート
ジェルジ・ジョーリヴァーニ＝ラート（György Győriványi-Ráth, 1961年5月6日 - ）は、ハンガリー出身の指揮者。
ブダペストの生まれ。幼少の頃よりトランペット、ピアノとチェロを学ぶも、リスト・フェレンツ音楽大学でエルヴィン・ルカーチやラースロー・ショモギーの薫陶を受けた。またヴァイマルでクルト・マズアの指導を受けたほか、キジアーナ音楽院でフランコ・フェラーラのマスター・クラスを受講し、タングルウッド音楽祭の講習会でレナード・バーンスタイン、小澤征爾、ゲンナジー・ロジェストヴェンスキー、グスタフ・メイエルの各氏に指揮法を教わった。1986年から1992年まで、トリノ・イタリア放送交響楽団、1989年から1992年まで、ザグレブ・フィルハーモニー管弦楽団、1990年から1996年までセビリア王立交響楽団のそれぞれで首席客演指揮者を務め、1993年から1995年までローマ室内管弦楽団及び合唱団の首席指揮者となった。2001年から翌年までブダペスト国立歌劇場の総監督に任命され、2002年から2004年までソウル・フィルハーモニー管弦楽団の首席客演指揮者になった。2005年からはハンブルク州立歌劇場、2008年から2010年までハンガリー国立歌劇場の客演指揮者となり、2011年からハンガリー国立歌劇場の総監督に就任した。同年よりブダペスト・フィルハーモニー指揮者協会の議長を務める。